# 메시에 50

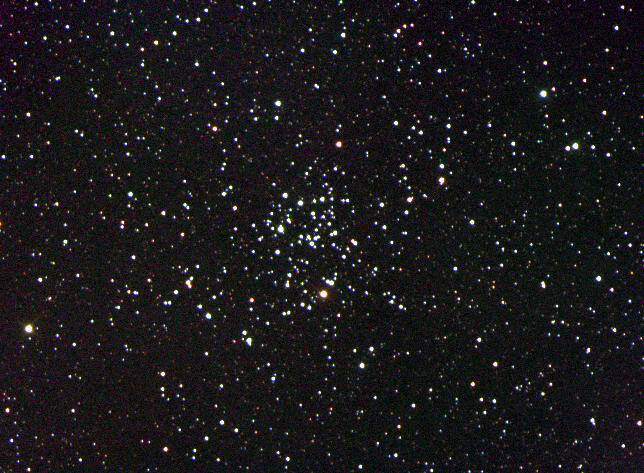
M50

M50(NGC 2323)는 외뿔소자리에 있는 산개 성단이다. 1711년이전에 G.D. Cassini가 처음 발견한 것 같으며,, 1772년 4월 5일 샤를 메시에가 독립적으로 재발견하여 메시에 천체 목록에 넣었다.
M50는 지구에서 3,200광년 떨어져 있으며, 겉보기 등급은 5.9등급이다. 시직경은 16분으로 약 7800만 년 전에 형성되었으며, 200여 개 별들로 구성되어 있다.

## 같이 보기
- 메시에 천체 목록